# فيليب الثالث (ملك فرنسا)
فيليب الثالث ملك فرنسا (بالفرنسية: Philippe III de France)‏ (30 ابريل 1245 - 5 أكتوبر 1285) حكم فرنسا خمسة عشر عاماً. كان مرافقاً لوالده الملك لويس التاسع في الحملة الصليبية الثامنة حيث توفي والده في تونس ثم عاد إلى فرنسا ليتوج ملكاً خلفاً لوالده وهو ابن خمسة وعشرين عاماً.
دُفن بعد وفاته في بادئ الأمر في أربونة ثم نُقل فيما بعد إلى سانت دينيس.

## أبناءه
- لويس من فرنسا
- فيليب الرابع ملك فرنسا
- شارل كونت فالوا
- لويس كونت إيفرو
- بلانش دوقة النمسا
- مارغريت ملكة إنجلترا (قرينة الملك إدوارد الأول ملك إنجلترا)

## روابط خارجية
- فيليب الثالث ملك فرنسا على موقع الموسوعة البريطانية (الإنجليزية)
- فيليب الثالث ملك فرنسا على موقع إن إن دي بي (الإنجليزية)